# Вајтхолска мистерија
Витечапелски мистериј (енгл. Whitehall Mystery) је појам који се користи за догађај када је у подруму новог средишта Метрополитанске полиције нађен безглави торзо мртве жене. Догађај се збио 2. октобра 1888.. Рука која је припадала жртви, недуго пре убиства виђена је како плута у Темзи. У близини торза нађена је и закопана нога која је такође била њена. Остали удови и глава никад нису пронађени, а тело никад није идентификовано. Новине су објављивале како је ову жену убио познати Лондонски убица Џек Трбосек који је те године убијао проститутке. Ова жена је имала око 24 године. Материца је уклоњена из тела. Десна рука је била одсечена.

## Откриће
2. октобра 1888. у току изградње центра Метрополитанске полиције у новим простворијама радник је пронашао пакет који је садржио људске остатке (женски торзо). Торзо је тамо постављен након 29. септембра 1888.. Тада је радник Ричард Лоренс био последњи тамо. Торзо је однесено полицијском хирургу Томасу Бонду.